# Ладомирский, Николай Николаевич
Никола́й Никола́евич Ладоми́рский (1877, Могилёв — 1919) — русский офицер и политик, член Государственной думы от Могилевской губернии. Его прадед — Василий Николаевич Ладомирский (1786—1847).

## Биография
Происходил из дворян Могилевской губернии. Родился 10 (22) апреля 1877 года в семье владельца имения Полыковичи, Николая Николаевича Ладомирского (24.09.1847—?); мать — Елизавета Валериановна, урождённая Дьякова (1853—?). Имел сестру Елизавету (04.05.1875—?), которая в 1895 году вышла замуж за командира 160-го пехотного Абхазского полка полковника (впоследствии — генерал) Виктора Александровича Перебаскина (1847—1903). Родители отца — Николай Васильевич (1822—1871) и Мария Степановна (урожд. Кроткова) Ладомирские.
Окончил Симбирский кадетский корпус (1894) и Константиновское артиллерийское училище (1897), откуда выпущен был подпоручиком в З6-ю артиллерийскую бригаду. В 1901 году вышел в запас в чине поручика.
Вернувшись в своё гомельское имение, посвятил себя сельскому хозяйству и общественной деятельности. Был земским начальником 3-го участка Гомельского уезда (до 1906). Избирался гомельским уездным земским гласным, председателем Гомельской уездной управы, гомельским уездным предводителем дворянства (1905—?) и почётным мировым судьей Гомельского уезда. Дослужился до чина коллежского асессора, состоял в придворном звании камер-юнкера (1911).
Был землевладельцем Гомельского уезда (875 десятин) и Могилевского уезда.
Был выборщиком по Гомельскому уезду от съезда землевладельцев на выборах во все созывы Государственной думы. Баллотировался в первую и вторую думы, но не прошёл.
В 1907 году был избран членом Государственной думы от Могилевской губернии, входил в русскую национальную фракцию. Состоял секретарем продовольственной комиссии и членом нескольких комиссий.
В 1912 году был возвращён в Государственную думу от Могилевской губернии. Входил во фракцию русских националистов и умеренно-правых. Состоял секретарем продовольственной комиссии и членом нескольких комиссий. Также был секретарем 8-го отдела Думы.
В январе 1910 был избран членом совета Всероссийского национального союза, с февраля того же года — заместитель секретаря ВНС. Принимал участие в работе Союза имени Михаила Архангела, был членом редакционной комиссии «Книги русской скорби».
С началом Первой мировой войны добровольно ушел на фронт: служил в 36-й артиллерийской бригаде, в 1914 году попал в немецкий плен, отказался снять офицерские знаки, за что был переведён на положение нижнего чина. Содержался в магдебургском лагере для штрафников, страдал от туберкулёза и ревматизма. Все попытки обменять Ладомирского на германских военнопленных оказались неудачны. Вскоре по возвращении из плена, в 1919 году скончался.

## Награды
- Орден Святой Анны 2-й ст. (1913)